# Pesti rév

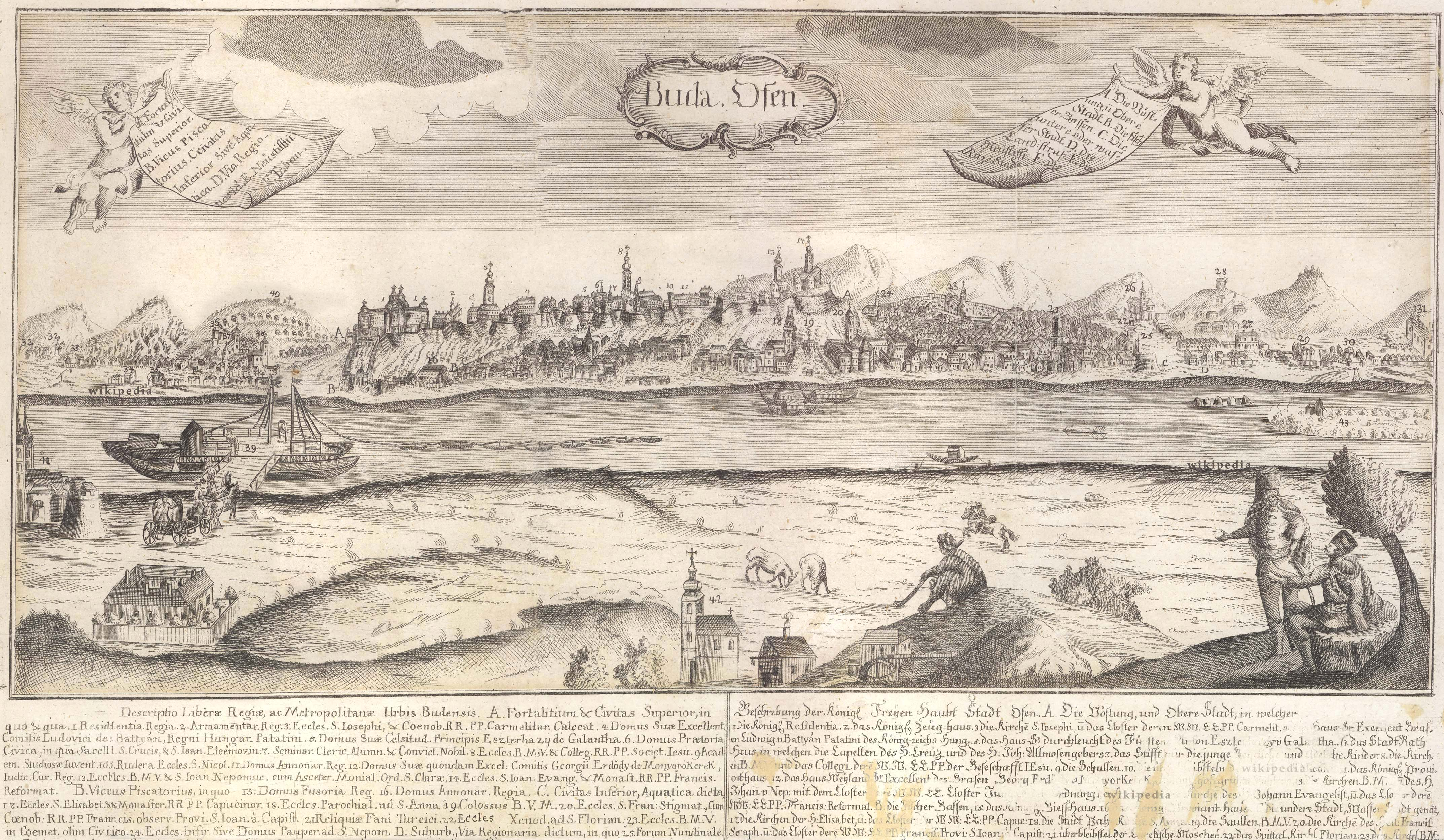
A pesti Váci kapunál kikötött repülőhíd („hidas”) az 1700-as évek végén Binder János Fülöp, az első budai rézmetsző képén

A pesti révet már a középkorban említik, Pest és Buda között a mai Rudas gyógyfürdő vonalában. Alacsony vízállás esetén a gázlón marhákat is áthajtottak Budára, és a Bécsbe terelt állatok a Gellért-hegy szélén haladtak tovább a Németvölgyben lévő gyűjtőhelyükre. A pesti révnél az átkelést később kormányozható evezős csónakokkal bonyolították, majd itt épült meg a repülőhíd és a hajóhíd.